# Яковлева, Александра Евгеньевна (актриса)
Алекса́ндра Евге́ньевна Я́ковлева (при рождении Иванес, в титрах некоторых фильмов — Алекса́ндра А́асмяэ; 2 июля 1957, Калининград, СССР — 1 апреля 2022, Санкт-Петербург, Россия) — советская и российская актриса театра и кино, кинорежиссёр, общественно-политический деятель.
После завершения кинокарьеры занимала должность заместителя начальника Дирекции скоростного сообщения ОАО «Российские железные дороги» (РЖД). Председатель калининградского регионального отделения российской политической партии «Яблоко» (с июня 2012 года по май 2018 года).

## Биография
Родилась 2 июля 1957 года в Калининграде. Свой творческий псевдоним «Александра Яковлева» (вместо фамилии Иванес при рождении) взяла по фамилии своего деда, Павла Кондратьевича. Фамилия по третьему мужу — Аасмяэ.
В детстве занималась танцами, училась в музыкальной школе по классу скрипки. Театральную карьеру начинала в театре «Суббота». В 1978 году окончила Ленинградский государственный институт театра, музыки и кинематографии (ЛГИТМиК) (курс народного артиста СССР Игоря Владимирова).
Дебютом в кино стала роль стюардессы Тамары в фильме «Экипаж» (1979). В советском художественном фильме-катастрофе актёрами Александрой Яковлевой и Леонидом Филатовым была исполнена первая откровенная сцена в отечественном кино. В 1980-е годы была одной из популярных актрис советского кино. В 1993 году в качестве кинорежиссёра сняла фильм-мелодраму «Паром „Анна Каренина“». В том же году ушла из кинематографа.
В 2016 году заявила о том, что вернулась в актёрскую профессию. В том же году на сцене ДК «Выборгский» в Санкт-Петербурге состоялась премьера спектакля «Оскар» по комедии Клода Манье, где исполнила одну из главных женских ролей — горничную Бернадетт. Затем на экраны вышел фильм «Экипаж», повторяющий название и основной мотив фильма 1979 года, в котором Александра Яковлева вновь сыграла Тамару, теперь большую чиновницу в мире авиации.
В 2019 году в городе Пушкине в Доме молодёжи «Царскосельский» состоялась премьера спектакля «Две женщины и лейтенант» в постановке драматурга Татьяны Москвиной, актриса исполнила роль бухгалтера Киры.
За долгие годы творческой деятельности актриса снялась более чем в 30 фильмах.

#### Общественная и политическая деятельность
В 1993—1997 годах занималась общественной работой, занимая должности председателя комитета по вопросам культуры и туризма Калининграда, заместителя мэра Калининграда. В 1994—1997 годах была президентом международного кинофестиваля стран Балтии «Янтарная пантера». Фестиваль «Янтарная пантера» прекратил своё существование после ухода Яковлевой с поста заместителя мэра города.
В 2003 году окончила Санкт-Петербургский политехнический университет Петра Великого.
Возглавляла службу по управлению качеством и персоналом в петербургском аэропорту «Пулково», занимала должность заместителя начальника Октябрьской железной дороги по управлению качеством и маркетингу. Принимала участие в запуске в декабре 2009 года скоростных поездов «Сапсан» на маршруте Москва—Санкт-Петербург. В экспрессе «Сапсан», несмотря на время в пути всего 4,5 часа, по инициативе Яковлевой были устроены ресторан и бар в русском стиле. Позже занимала должность заместителя генерального директора Дирекции скоростного сообщения ОАО «Российские железные дороги». С начала года по сентябрь 2011 года являлась генеральным директором ОАО «Калининградская пригородная пассажирская компания».
С 7 июня 2012 по 2018 год была председателем калининградского регионального отделения российской политической партии «Яблоко».
В июле 2012 года Александра Яковлева заявила о своём намерении баллотироваться на пост главы городского округа «Город Калининград». По итогам единого дня голосования 14 октября 2012 года на территории Калининградской области заняла пятое место, набрав 3,8 % (2785 человек) от общего числа голосов избирателей на выборах главы областного центра.
В 2016—2021 годах была депутатом городского Совета депутатов Калининграда VI созыва. Являлась членом партии «Яблоко». Входила в состав депутатских комиссий: по городскому хозяйству, по бюджету и муниципальной собственности.
Почётный гражданин Калининграда (2020).

#### Семья
- Первый муж — Валерий Кухарешин (род. 1957), актёр; народный артист Российской Федерации (2005).  
  - Дочь — Елизавета Кухарешина, родилась в 1977 году в Калининграде, окончила ГИТИС[14]. Замужем.
    - Внуки: Артём, Тимофей, Яна[10].

  - Сын — Кондратий Яковлев, родился в 1980 году в Калининграде, окончил Петербургский университет путей сообщения. Генеральный директор компании АО «Калининградская пригородная пассажирская компания». Женат[10].
    - Внучка — Анастасия[10].
- Второй муж — Александр Невзоров (род. 1958), телеведущий, отношения продлились несколько месяцев и, по словам актрисы, это был не брак, а «хулиганство»[15][16].
- Третий муж — Калью Аасмяэ, спортсмен-парашютист. Познакомились в 1984 году на съёмках фильма «Парашютисты»[17].

#### Болезнь и смерть
В мае 2019 года сообщила о том, что два года больна онкологическим заболеванием — раком молочной железы в последней стадии.
В январе 2022 года ей удалили опухоль молочной железы.
Скончалась  Александра Евгеньевна в Санкт-Петербурге 1 апреля 2022 года; похоронена 7 апреля в Калининграде на кладбище на проспекте Мира.

## Фильмография

### Актёрские работы
| Год       |    | Название                             | Роль                                             |
| --------- | -- | ------------------------------------ | ------------------------------------------------ |
| 1979      | ф  | Экипаж                               | Тамара                                           |
| 1980      | ф  | Второе рождение                      | Таня                                             |
| 1980      | ф  | Плывут моржи                         | эпизодическая роль                               |
| 1980      | тф | Скандальное происшествие в Брикмилле | Моника Твигг                                     |
| 1981—1982 | с  | Россия молодая                       | Таисья Рябова                                    |
| 1982      | ф  | Пространство для манёвра             | Лена                                             |
| 1982      | ф  | Слёзы капали                         | Люся, невестка Васина                            |
| 1982      | тф | Чародеи                              | Алёнушка (Алёна Игоревна Санина)                 |
| 1982      | тф | Шапка Мономаха                       | Иванна Михайловна, учительница английского языка |
| 1983      | ф  | Молодые люди                         | Саша                                             |
| 1984      | ф  | Восемь дней надежды                  | Люся, секретарь Белоконя                         |
| 1984      | ф  | Меньший среди братьев                | Алла                                             |
| 1984      | ф  | Парашютисты                          | Зинаида Гостилова                                |
| 1984      | ф  | Приказано взять живым                | Саша (Александра Евгеньевна) Астахова            |
| 1984      | ф  | У призраков в плену                  | Валя                                             |
| 1985      | ф  | Начни сначала                        | Лера, девушка Николая Ковалёва                   |
| 1985      | ф  | Танцплощадка                         | Саша                                             |
| 1986      | ф  | Прости                               | Наташа, подруга Маши                             |
| 1987      | ф  | Белое проклятье                      | Катя                                             |
| 1987      | тф | И завтра жить                        | Ирина                                            |
| 1987      | ф  | Ищу друга жизни                      | Маша Панкова                                     |
| 1987      | ф  | Человек с бульвара Капуцинов         | мисс Диана Литтл                                 |
| 1987      | ф  | Вельд                                | монахиня-марионетка                              |
| 1988      | ф  | Красный цвет папоротника             | Хельга                                           |
| 1988      | ф  | Фантастическая история               | дочь курфюрста                                   |
| 1989      | ф  | Светлая личность                     | Рита Харитуллина                                 |
| 1990      | ф  | Гол в Спасские ворота                | Людмила, актриса, невеста Лосева                 |
| 1990      | ф  | Неотстрелянная музыка                | Оля                                              |
| 1991      | ф  | Ятринская ведьма                     | блудница                                         |
| 1992      | ф  | Алмазы шаха                          | Олеся                                            |
| 1993      | ф  | Заговор скурлатаев                   | Марья Никитична                                  |
| 1993      | ф  | Паром «Анна Каренина»                | Женя                                             |
| 2016      | ф  | Экипаж                               | Тамара Игоревна                                  |

### Режиссёрские работы
- 1993 — Паром «Анна Каренина»[4][6]
- 2021 — Князь[21]

## Память
- «Александра Яковлева. „Жизнь с чистого листа“» («Первый канал», 2017)[22][23]
- «„Раскрывая тайны звёзд“: Александра Яковлева» («Москва 24», 2016)[24]
- «„Звёзды советского экрана“: Александра Яковлева» («Москва 24», 2018)[25]
- «Александра Яковлева. „Женщина без комплексов“» («ТВ Центр», 2020)[26]